# Herb Kraśnika
Herb Kraśnika – jeden z symboli miasta Kraśnik w postaci herbu ustanowiony przez Radę Miasta 23 maja 2013.

## Wygląd i symbolika
Herb przedstawia na czerwonej tarczy herbowej trzy kopie barwy złotej ze srebrnymi grotami, w układzie dwóch kopii skrzyżowanych na kształt litery X z grotami skierowanymi ku górze oraz jednej kopii skierowanej grotem w dół, umieszczonej pionowo, przecinającej dwie pozostałe kopie w miejscu ich skrzyżowania.
Herb nawiązuje do herbu  Jelita – herbu rodu Zamoyskich, mających w posiadaniu Kraśnik od 1604 do 1866 roku.